# 德岛大学医疗技术短期大学部
德岛大学医疗技术短期大学部（日语：／ Tokushima Daigaku Iryōgijutsu Tankidaigakubu *），简称医短，是过去一所位于日本德岛县德岛市的国立短期大学。

## 概要

### 简介
- 短期大学成立于1987年、为于1988年开办[1]、由德岛大学经营。招生到于2001年、停办于2005年[2]。为男女同校。

### 历史
- 1988年 德岛大学医疗技术短期大学部成立并同时设置一个学科三个学科、以下列举。
  - 护理学科
  - 卫生技术学科
  - 诊疗放射线技术学科
- 2001年 招生最后、次年停止招生（正式停办于2005年3月25日[2]）。

## 学校环境
- 校区：在了德岛县德岛市[注 1]

## 历任校长
- 久保田晴寿：第一代短期大学校长[3]。

## 组织

### 学科
- 护理学科
- 卫生技术学科
- 诊疗放射线技术学科

### 专科
| - 没有 |

### 业余课程
| - 没有 |

## 相关链接
- 日本短期大学列表
- 德岛大学工业短期大学部：已停办